# Aiguille Blanche de Peuterey
La Aiguille Blanche de Peuterey es una montaña italiana en los Alpes situada en el macizo del Mont Blanc (Alpes Grayos). Está situada en el grupo del Peuterey sobre la arista de Peuterey, entre la Aiguille Noire de Peuterey y el Grand Pilier d'Angle. 

## Altura
La altura aparece de manera distinta según la cartografía. La lista oficial de los cuatromiles de los Alpes, publicada por la UIAA en su boletín n.º 145, de marzo de 1994, indica que según la cartografía italiana más reciente, su cota es 4.114 m. En el libro Cuatromiles de los Alpes por rutas normales, Richard Goedeke indica 4.112 m, que es la altura que aparece también en summitpost.org.

## Primera ascensión
La primera ascensión la hicieron en el año 1885 Emile Rey, Ambros Supersaxo, Alois Andenmatten y H. Seymour King.

## Acceso
La montaña se suele subir en la travesía de la arista de Peuterey (arête de Peuterey) hasta el Mont Blanc, pasando por el Grand Pilier d'Angle. El recorrido parte del refugio Monzino (2.590 m) o del Vivac Piero Craveri (3.490 m) a los cuales se llega por el val Veny. Esta travesía es soberbia pero muy difícil; por lo tanto, está reservada a los alpinistas expertos. Se cree que esta es la vía normal más difícil de todos los cuatromiles de los Alpes.

## Clasificación SOIUSA
Según la clasificación SOIUSA, la Aiguille de Bionnassay  pertenece:
- Gran parte: Alpes occidentales
- Gran sector: Alpes del noroeste
- Sección: Alpes Grayos
- Subsección: Alpes del Mont Blanc
- Supergrupo: Macizo del Mont Blanc
- Grupo: Grupo del Mont Blanc
- Subgrupo: Contrafuertes italianos del Mont Blanc
- Código: I/B-7.V-B.2.c/d